# إريك من بوميرانيا
إريك من بوميرانيا أو إريك البوميراني أو إريك بوميران (بالسويدية وبالنرويجية: Erik av Pommern، بالدنماركية: Erik af Pommern) (1381 أو 1382 - 24 أيلول 1459)؛ هو حاكم اتحاد كالمار منذ عام 1396 حتى 1439، خليفةً لأمه بالتبني (شقيقة جدته لأم) الملكة مارغيريتا الأولى، ترتيبه إريك الثالث كملكٍ للنرويج (1389–1442)، وإريك السابع كملكٍ للدنمارك (1396–1439)، وإريك الثالث عشر  كملكٍ للسويد (1396–1434، 1436–39). اليوم، في كل الممالك الثلاثة يُعرف باسم إريك من بوميران. في نهاية المطاف خُلع عن العرش من كل ممالك الاتحاد الثلاث؛ لكنه في 1449 ورث أحد أجزاء دوقية بوميرانيا وحكمه كدوقٍ حتى وفاته.

## العائلة
وُلد إريك في 1382 في روغنفالده (حالياً دارلوفو، بولندا). كان بوغوسلاف (Boguslaw) (إريك) الابن الثالث لفارتيسلاف (Wartislaw) السابع دوق بومبيرانيا وماريا من مكلنبورغ-شفيرين. إريك ابن حفيد فالديمار الرابع ملك الدنمارك، الحفيد الوحيد الذي بقي على قيد الحياة، وينحدر أيضاً من نسل ماغنوس الثالث ملك السويد وهوكون الخامس ملك النرويج، جده من جهة أبيه هو بوغوسلاف الخامس (Bogusław) دوق بوميرانيا، وجدته من جهة أبيه هي زوجة جده الثانية أدلهايد (Adelheid) براونشفايغ-غروبنهاغن، جده من جهة أمه هو هاينريش الثالث دوق مكلنبورغ الذي يعتبر شقيق الأكبر لـ ألبريكت ملك السويد، وجدته من جهة أمه هي إنغبورغ الدنماركية ابنة فالديمار الرابع ملك الدنمارك وعقيلته الملكية الملكة هايلفيغ (Heilwig) من شلسفيغ. كان ابنهما آلبرت مكلنبورغ (جده) منافساً لأولاف هوكنسون في مسألة خلافة حكم الدنمارك في 1375.

## المطالبة بالعرش

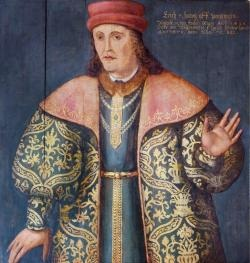
إريك بوميرانيا، رسم بيتر هارتمان (على الأرجح في 1607)

في 2 آب 1387، ماتَ أولاف هوكونسون (1370-1387) فجأةً عن عمرٍ ناهز السبعة عشر عاماً. كان ملك الدنمارك منذ أن كان عمره 5 سنوات وملك النرويج منذ وفاة والده في 1380.
قامت مارغريتا والدة أولاف - ملكة النرويج الأرملة - بإضافة فقرة «الوريث الحقيقي/الشرعي للسويد» إلى قائمة ألقاب أولاف في تتويجه. جاءت مطالبات أولاف بعرش السويد عبر جده لأبيه ماغنوس الرابع ملك السويد، الذي أجبره النبلاء السويديون على التنازل عن العرش، بحيث دعا نبلاءُ السويد بقيادة «بو يونسون» الدوقَ آلبرشت مكلنبورغ (ابن شقيقة ماغنوس) ليأخذ عرشَ السويد، عندما حاول آلبرت إدخال انتزاع مقاطعاتهم، سرعان ما انقلبوا عليه. وسرعان ما تآمر النبلاء عليه للتخلص منه، وكان من ضمنهم مؤيده السابق بو يونسون، أكبر مالك أراضٍ في السويد الذي كان يُسيطر على ثلث مجمل الأقاليم السويدية وكان لديه أكبر ثروة غير ملكية في البلد، وامتعض النبلاء من محاولاته لتقييد الامتيازات التقليدية للنبلاء، بالإضافة لاستخدامه مسؤولين ألمان لملئ المواقع الغدارية الهامة في المحافظات السويدية.
انتخب الريغسورد (الثينج الدنماركي) الملكة مارغريتا كـ«سيدة صاحبة كل الصلاحيات والوصية على عرش مملكة الدنمارك». بعد عامٍ واحد فقط، أعلن النرويجيون أن مارغريتا هي «الملكة الحاكمة»، وصد آلبرت مكلنبورغ توغلاً من النرويج في السويد. فترة إرجائه كانت مؤقتة، سرعان ما استعان النبلاءُ السويديون بمساعدة لإزالة آلبرت عن العرش السويدي. في 1388، كتب العديد من النبلاء السويديين سراً إلى مارغريتا يخبرونها إن كانت تقدر على تخليصهم من آلبرت، أرادوا جعلها الوصية على العرش. لم تُضيع مارغريتا أي وقت وأرسلت جيشاً إلى السويد لمهاجمة آلبرت، في حين أن النبلاء السويديين زودوا عدد جنود جيوشهم ليقودوا آلبرت خارج البلد. في 1389، هُزمت قوات آلبرت في معركة أوسله (slaget vid Åsle). أُلقي القبض على ألبرت وابنه عندما غاص حصانيهما في الطين عميقاً ولم يتمكنوا من الفرار. وقد قُيدا بالسلاسل، ثم أرسلتهم ماغريتا إلى سكونه حيث سُجنا في قصر ليندهولمن. استغرق الأمر من مارغريتا حتى سنة 1395 لإخضاع مؤيدي آلبرت خارج ستوكهولم.
أرادت مارغريتا أن تكون الممالك موحدة وسالمة، وصنعت أحكاماً في حالة وفاتها، اختارت بوغوسلاف (Boguslaw) كوريثٍ لها وخليفتها، وهو ابن ماريا مكلنبورغ-شفايرين (بحدود 1365-بحدود 1402)؛ وحفيد شقيقتها الكبرى إنغنبورغ. في 1389، جُلب بوغوسلاف إلى الدنمارك ليتم تنصيبه على يد الملكة مارغريتا. غُيّر اسمه إلى اسمٍ أكثر شمالية إريك (Erik)؛ في 8 أيلول 138، دُعي بملك النرويج في التينغ/الثينغ في تروندهايم. قد يكون قد تُوّج في أوسلو في 1392؛ لكن هذا موضع جدال. في 1396، نودي به كملكٍ على الدنمارك ثم السويد. في 17 حزيران 1397، تُوّج ملكاً على الدول الشمالية الثلاث في كاثدرائية كالمار. في نفس الوقت، صيغت مسودة الوحدة لإعلان تأسيس ما أصبح يُعرف بإتحاد كالمار (Kalmarunionen). ومع ذلك بقيت الملكة ماغريتا الحاكمة بأمر الواقع حتى وفاتها في 1412.

## زواجه

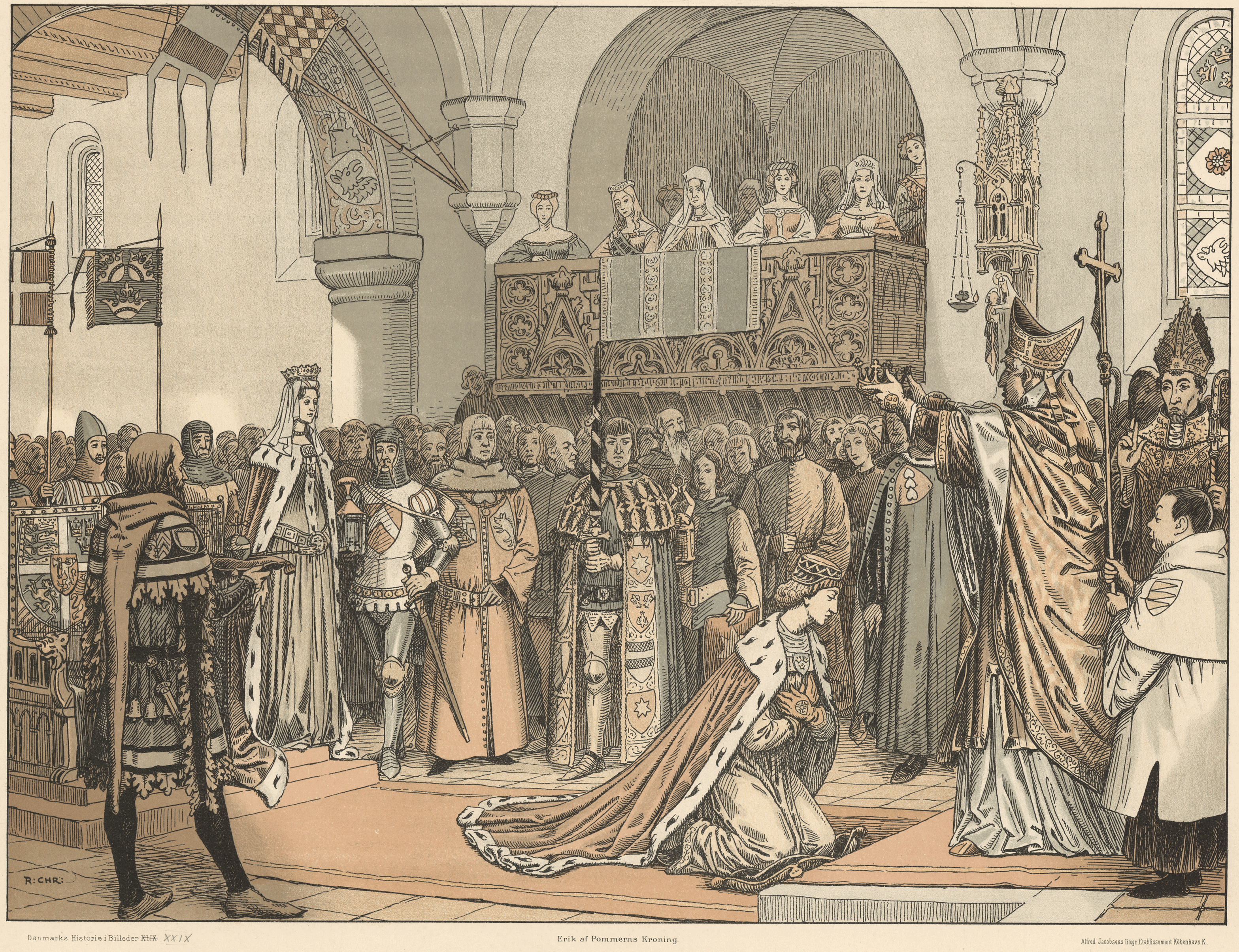
تتويج إريك بوميرانيا

في 1402، دخلت مارغريتا في مفاوضاتٍ مع هنري الرابع ملك إنجلترا حول حلفٍ بين مملكة إنجلترا والاتحاد الشماليّ. كان المقترح من أجل زواجٍ مزدوج، حيث يتزوج إريك فيليبا الإنجليزية ابنة الملك هنري الرابع، ويتزوج ابن هنري أمير ويلز - لاحقاً الملك هنري الخامس - أختَ الملك إريك، كاترين بوميرانيا (بحدود 1390-1426).
لم يؤتي الزاوج المزدوج ثماره؛ لكن زواج إريك من فيليبا الإنجليزية تم التفاوض عليه بنجاح. في 26 تشرين الأول 1406، تزوج إريك فيليبا ذات الإثنتي عشر عاماً في لوند. رافق حفل الزواج حلفاً دفاعيّ مع إنجلترا. لاحقاً بعد وفاة فيليبا في 1430، استبدلها بوصفيتها السابقة سيسيليا، التي أصبحت محظيته الملكية ولاحقاً زوجته المرغنطية. كانت العلاقة فضيحةً عامة ومذكورة في الشكاوي الرسمية للمجلس الملكي حول الملك.

## عهده

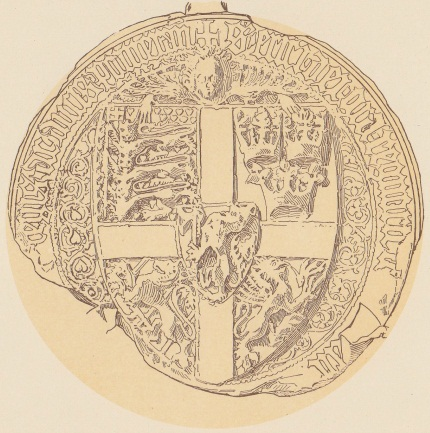
الختم الملكي لإريك بوميرانيا (1398) تصور: (في الوسط): أسدٌ واقف مُتوّج يحمل فأساً (يُمثل النرويج) في درعٍ على صليب؛ (الأرباع): في الربع العلوي الأيمن: ثلاثة أُسود تحمل الدانبورغ حوله قلوب (تُمثل الدنمارك)؛ في الربع الأيسر العلوي: ثلاثة تيجان (تُمثل السويد أو إتحاد كالمار)؛ في الربع الأيمن السفلي: أسدٌ واقف (أسد فولكونغ) (يُمثل السويد)؛ في القسم الأيسر السفلي: فتخاء (تُمثل بوميرانيا).

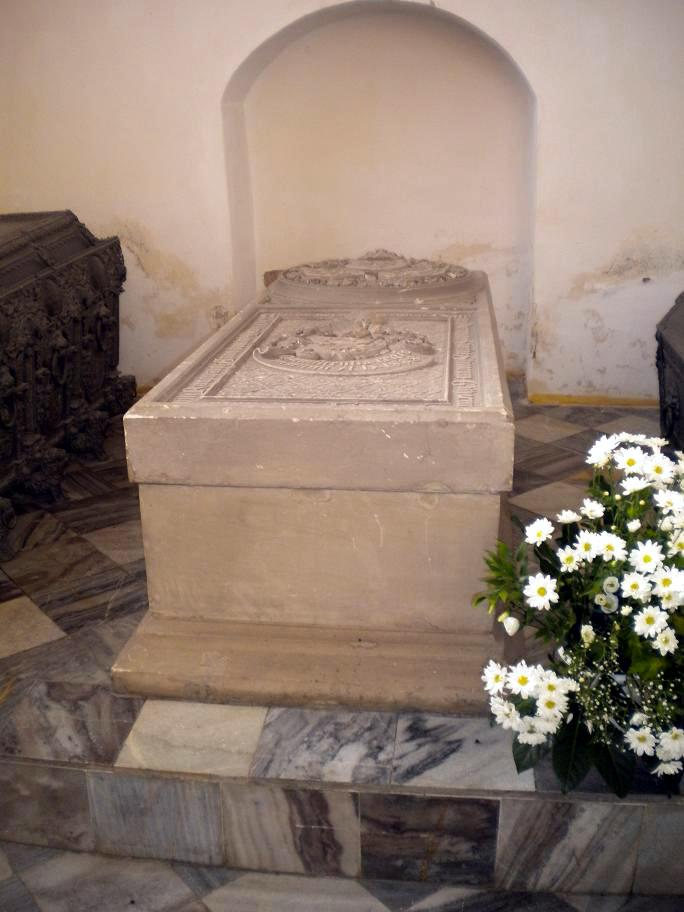
قبر إريك في دارلوفو

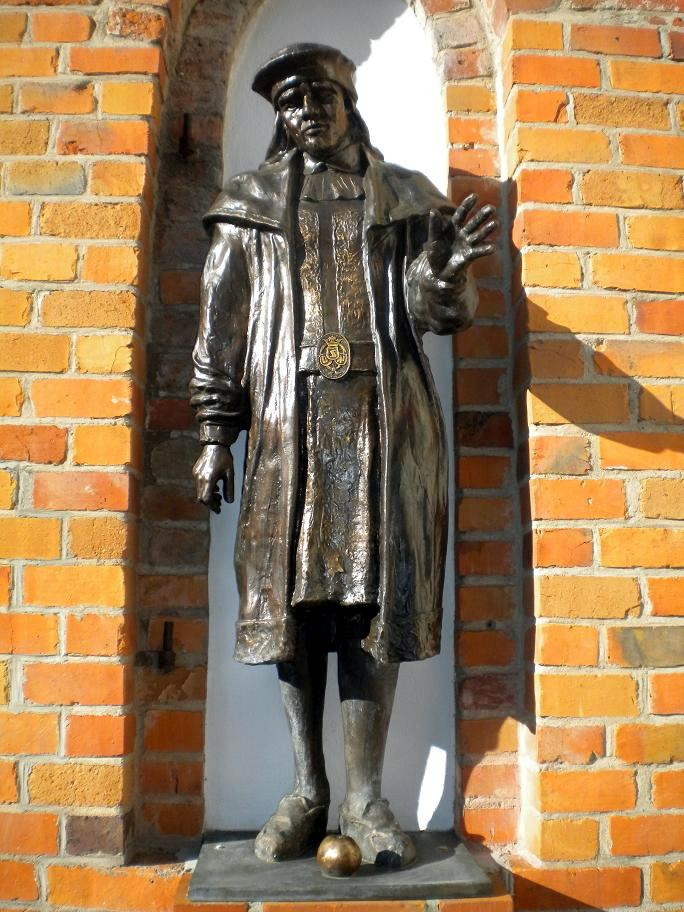
تمثال لإريك في قصر دارلوفو

خلال فترة حكمه، جعل الملكُ إريك كوبنهاغن مِلكية مَلَكيّة في 1417، وبالتالي تأكيد مكانتها كعاصمة للدنمارك. كما أنه انتهك حقوق قصر كوبنهاغن أيضاً من مطران روسكيلده، ومنذ ذلك الحين كان القصر محتلاً من قبله.
وفقاً للمصادر المعاصرة، يظهر الملك إريك أنه ذكيّ، وصاحب رؤية، ونشيط، وشخصية حازمة. وكان أيضاً رجلاً جذّاباً ومُفوهاً، وظهر ذلك في رحلته الأوروبية العظيمة في عشرينات القرن الثالثة عشر (عقد 1420). من الناحية السلبية، يبدو أنه كان حاد الطباع، ولم يكن له حس دبلوماسيّ، والمكابرة التي تصل إلى حد العناد. وصفَ البابا بيوس الثاني الملكَ إريك «بأن جسمه جميل، وشعره أصفر محمر، ووجهه متورد، ورقبته رفيعة وطريلة... وحده، وبلا مساعدة، وبدون أن يلمس الركبان، قفزَ على ظهر حصان، وكل النساء انجذبن نحوه، خصوصاً الإمبراطورات، طمعاً في حبه».
ذهبَ الملك إريك في رحلة الحج إلى القدس من 1423 حتى أيار 1425. وبعد أن وصل هناك، حصل على لقب فارس القبر المقدس من قبل حراس الأرض المقدسة الفرنسيسكانية، ولاحقاً أطلق إريك بنفسه اللقب على رفاقه في رحلة الحج، كان من بينهم إيفان آنز فرانكوبيان (Ivan Anz Frankopian). أثناء غيابه، شغلت الملكة فيليبا منصب الوصية على عرش الممالك الثلاث من كوبنهاغن.
تأثرت تقريباً كل فترة حكم الملك إريك المنفرد بسبب نزاعه طويل الأمد مع كونتات شاونبورغ وهولشتاين. حاول أن يسترد جنوب يوتلاند (شلسفيغ) الذي قد ربحته الملكة مارغريتا؛ لكنه اختار سياسة الحرب بدلاً من المفاوضات. كانت النتيجة حرباً مدمرة لم تنتهي بلا غزوات؛ لكنها أيضاً أدت إلى خسارة المناطق اليوتلاندية الجنوبية التي كان قد حازها.